# 브리티시 에어로스페이스
브리티시 에어로스페이스(British Aerospace, BAe)는 영국 국내에 있던 항공기 제조업체 4개사가 통합하여 1977년 4월 29일에 탄생 한 국영 항공 우주 기업이다. 1999년에 BAE 시스템스에 조직 개편되었다.